# Associazione Calcio Venezia 1953-1954
Questa voce raccoglie le informazioni riguardanti l'Associazione Calcio Venezia nelle competizioni ufficiali della stagione 1953-1954.

## Rosa
| N. |                   | Ruolo | Calciatore        |
| -- | ----------------- | ----- | ----------------- |
|    | Italia (bandiera) | A     | Bruno Alfier      |
|    | Italia (bandiera) | C     | Luigi Amicarelli  |
|    | Italia (bandiera) | A     | Valerio Ampollini |
|    | Italia (bandiera) | D     | Pietro Bacchini   |
|    | Italia (bandiera) | C     | Luigi Bares       |
|    | Italia (bandiera) | P     | Dante Bendin      |
|    | Italia (bandiera) | D     | Enzo Benetti      |
|    | Italia (bandiera) | C     | Cesare Bianchini  |
|    | Italia (bandiera) | A     | Claudio Bizzarri  |
|    | Italia (bandiera) | C     | Armando Castioni  |

| N. |                   | Ruolo | Calciatore         |
| -- | ----------------- | ----- | ------------------ |
|    | Italia (bandiera) | C     | Giovanni Colosio   |
|    | Italia (bandiera) | A     | Eugenio Fantini    |
|    | Italia (bandiera) | C     | Dino Gozzi         |
|    | Italia (bandiera) | P     | Antonio Jannuzzi   |
|    | Italia (bandiera) | C     | Giuseppe Macchi    |
|    | Italia (bandiera) | C     | Luciano Mascellani |
|    | Italia (bandiera) | C     | Gastone Nordio     |
|    | Italia (bandiera) | A     | Luciano Scroccaro  |
|    | Italia (bandiera) | A     | Sauro Taiti        |
|    | Italia (bandiera) | A     | Franco Viviani     |